# El Tattoo del Tigre
El Tattoo del Tigre was een grootschalige Belgische mambo-bigband die in 1999 werd opgericht in het Antwerpse.

## Geschiedenis
De optredens werden meestal met veel gevoel voor machismo gepresenteerd door de 'masters of ceremony' Adriaan Van den Hoof en Peter Van den Begin. Het orkest werd aangevuld met wisselende solozangers en -zangeressen, onder wie Nele Bauwens, Esmé Bos, Tine Embrechts, Pieter Embrechts, Tine Reymer en Bart Voet. Verschillende leden van de band kwamen uit de theatergroep de Kakkewieten. In 2001 nam ook de virtuoze trompettist Theo Mertens deel aan de band, samen met zijn zoon Carlo Mertens.
Hun debuut maakte de band met het album El Tattoo del Tigre uit 2001. Het repertoire van dit 28-koppige showorkest bestond voornamelijk uit Spaanstalige klassiekers en eigen nummers, zoals El Tattoo del Tigre, Chico Max, Mi Cha-Cha-Cha en een bewerking van The Flight of the Bumblebee. De liedjes van het album Sensacional werden in heel België en een deel in Nederland op de radiozenders gedraaid. Hun derde cd Chico Max (2005) was zeer populair bij mamboliefhebbers. In 2000 en 2004 speelde de band op Rock Werchter en in 2002 op Lowlands, daarnaast traden ze onder meer op in Frankrijk, Oostenrijk, Zwitserland en Zweden. Een ander hoogtepunt voor de band was het optreden tijdens een modeshow van Dries Van Noten, die tevens kleding ontwierp met het logo van de band erop. Hun afscheidsconcert gaven ze in de AB op 31 januari 2009.
Pieter Embrechts en Thomas de Prins (oud-pianist van El Tattoo del Tigre) hebben een nieuwe band samengesteld: The New Radio Kings.

## Discografie[5]

### Albums
- El Tattoo del Tigre (2001)
- Sensacional (2003)
- Chico Max (2005)

### Singles
- Beerebee cum bee (2001)
- The Crickets sing for Ana Maria (2001)
- El Tattoo del Tigre (2003)
- Mucha Emocion (2003)
- Un Cortado Mas (2004)